# Holopogon fumipennis
Holopogon fumipennis là một loài ruồi trong họ Asilidae. Holopogon fumipennis được Meigen miêu tả năm 1820.